# Helsinška sklepna listina o varnosti in sodelovanju v Evropi
Helsinška sklepna listina o varnosti in sodelovanju v Evropi je vojaško-politični sporazum, ki je bil sprejet s svečanim podpisom zasedanja med 30. julijem in 1. avgustom 1975 v Helsinkih. Je temeljni dokument in politična podlaga za delovanje Organizacije za varnost in sodelovanje v Evropi (OVSE). Sestavlja in potrjuje jo deset temeljnih načel:
1. suverena enakost držav
2. vzdrževanje od uporabe in grožnje z uporabo sile
3. nedotakljivost meja
4. teritorialna integriteta države
5. miroljubno reševanje sporov
6. nevmešavanje v notranje zadeve
7. spoštovanje človekovih pravic in temeljnih svoboščin, vključno s svobodo mišljenja, vesti, vere in prepričanja
8. enakost pravic in samoodločbe narodov
9. sodelovanje med državami
10. izpostavljanje obveznosti mednarodnega prava v dobri veri.

Ta načela z dugo besedo imenujemo dekalog. Z njim so bili vzpostavljeni odnosi tako med državimi članicami OVSE kot tudi odnosi in ravnanje med državo in njenimi državljani. Z ustanovitvijo sklepne listine so bile tako ustanovljene in določene tudi tri smeri in dimenzije delovanja OVSE, ki jih imenujemo »košarice«. Te zajemajo različna področja delovanja od vojaško-političnega, ekonomsko-okoljevarstvenega (ekonomija, tehnologija, znanost, okolje) do področja temeljnih človekovih pravic, ki vključuje tudi druge smeri, kot je na primer humanost.

## Države podpisnice
- Avstrija
- Belgija
- Bolgarija
- Kanada
- Ciper
- Češkoslovaška
- Danska
- Vzhodna Nemčija
- Finska
- Francija
- Grčija
- Sveti sedež
- Madžarska
- Islandija
- Irska
- Italija
- Lihtenštajn
- Luksemburg
- Malta
- Monako
- Nizozemska
- Norveška
- Poljska
- Portugalska
- Romunija
- San Marino
- Sovjetska zveza
- Španija
- Švedska
- Švica
- Turčija
- Združeno kraljestvo
- ZDA
- Zahodna Nemčija
- Jugoslavija